# Franziska Gude
Franziska ("Franzi") Gude (Göttingen, Donja Saska, 19. ožujka 1976.) je njemačka hokejašica na travi i igračica dvoranskog hokeja. 
Svojim igrama je privukla pozornost njemačkog izbornika, što joj je dalo mjesto u izabranoj vrsti.
Bila je sudionicom OI 2004. u Ateni, na kojima je osvojila zlatno odličje. 

## Sudjelovanja na velikim natjecanjima
- 1999. – Trofej prvakinja u Brisbaneu,  brončano odličje
- 1999. – europsko prvenstvo u Kölnu, srebrno odličje
- 2000. – izlučna natjecanja za OI 2000. u Milton Keynesu, 3. mjesto
- 2000. – Trofej prvakinja u Amstelveenu, srebrno odličje
- 2000. – olimpijske igre u Sydneyu, 7. mjesto
- 2002. – europsko dvoransko prvenstvo u Les Ponts de Ceu, zlatno odličje
- 2002. – svjetsko prvenstvo u Perthu, 7. mjesto
- 2003. – svjetsko dvoransko prvenstvo u Leipzigu, zlatno odličje
- 2003. – Champions Challenge u Cataniji, zlatno odličje
- 2003. – europsko prvenstvo u Barceloni, brončano odličje
- 2004. – izlučna natjecanja za OI 2004. u Aucklandu, 4. mjesto
- 2004. – olimpijske igre u Ateni, zlatno odličje

## Vanjske poveznice
- Profil na Hockey Olympici
- Osobne stranice  Arhivirana inačica izvorne stranice od 4. studenoga 2018. (Wayback Machine)